# British Antarctic Survey
British Antarctic Survey (dansk: Britisk Antarktisk Opmåling, forkortet BAS) er Storbritanniens nationale antarktiske organisation. Den er en del af Natural Environment Research Council (dansk: National Miljøforskning Råd, forkortet NERC). Med over 400 ansatte tager BAS en aktiv rolle i antarktiske handlinger, og styrer fem forskningsstationer, to skibe og fem luftfartøj i begge af polarområderne. Den arbejder også med yderligere vigtige globale og regionale problemer. Dette involverer fællesforskningsprojekter med flere end 40 britiske universiteter og flere end 120 nationale og internationale samarbejdspartnere.
BAS blev skabt på baggrund af aktiviteter under 2. verdenskrig, og hed så Falkland Islands Dependencies Survey (dansk: Falklandsøer Afhængige Territorier Opmåling) indtil 1962.

## Historie
Operation Tabarin var en lille britisk ekspedition i 1943 med det formål at etablere permanent bemandede baser på Antarktis. Den var en samarbejde mellem Det Britiske Admiralitet og Den Britiske Kolonialministerium. Ved krigens ende blev den omdøbt til Falkland Islands Dependencies Survey (FIDS), og fuld kontrol blev overført til Kolonialministeriet. Til denne tid var der fire stationer, heraf tre bemandede og en ubemandet. Da FIDS blev omdøbt til British Antarctic Survey i 1962 var der etableret 19 stationer og tre nødshytter.
I 2012 forslog hovedorganisation, NERC, at sammenføre BAS med National Oceanography Centre in Southampton (dansk: National Oceanografi Center, Southampton), en anden NERC institut. Dette viste sig at være kontroversielt, og efter House of Commons Science and Technology Committee (dansk: Folketingets Videnskab og Teknologi Komite) modgik handlingen blev ideen droppet.

## Direktører
- 1945 – 1948: Edward W. Bingham
- 1958 – 1973: Vivian Fuchs
- 1973 – maj 1987: Richard Laws[7][8]
- 1987 – 1994: David Drewry[9]
- 1994 – 1997: Barry Heywood
- 1998 – 2007: Chris Rapley[10]
- 2007 – maj 2012: Nick Owens[11][12]
- november 2012 – september 2013: Alan Rodger (midlertidige direktør)[13]
- oktober 2013: Jane Francis[13][14][15]

## Forskningsstationer

### Antarktis
BAS styrer fem permanente forskningsstationer i Britisk Antarktis:
- Rothera Research Station på Adelaide Island
- Halley Research Station på Brunt isflagen
- Signy Research Station på Signy Island
- Fossil Bluff logistikfacilitet på Alexander Island
- Sky Blu logistikfacilitet i Ellsworth Land

Af disse forskningsstationer, plejer kun Rothera og Halley at være bemandede året rundt. Halley VI var lukket over vinteren marts 2017 af sikkerhedsmæssige årsager efter at en tidligere inaktiv sprække i Brunt-isflagen, "Chasm 1", begyndte at gro i retningen af basen. Basen var lukket igen i marts 2018 af lignende grunde.  Resten af baserne er kun bemandet over den antarktiske sommer.
|                          |
| Rothera Research Station |

|          |
| Halley V |

### South Georgia
BAS styrer også to permanente baser på South Georgia:
- King Edward Point Research Station ved King Edward Point
- Bird Island Research Station på Bird Island

Begge af baserne på South Georgia er bemandet året rundt.

### Andre steder
Hovedkvartererne af BAS ligger i universitetsbyen Cambridge, på Madingely Road. Faciliteten byder på kontorer, laboratorier og værksteder som støtter de videnskabelige og logistiske aktiviteter i Antarktis.
BAS styrer også Ny-Ålesund Research Station (dansk: Ny-Ålesund Forskningsstation) på vegne af NERC. Denne er en arktisk forskningsstation beliggende ved Ny-Ålesund på den norske ø Spitsbergen.

## Udstyr

### Skibe
BAS styrer to skibe i anledning af dens antarktiske forskningsprogram. Mens begge fartøj har både forsknings- og forsyningsevner, er RRS James Clark Ross primært et oceanografisk skib, og RRS Ernest Shackleton er primært et forsyningsskib anvendt til genforsyning af videnskabelige stationer. James Clark Ross erstattede RRS John Biscoe i 1991, og Ernest Shackleton blev efterfølgeren af RRS Bransfield i 1999.
Begge fartøjer sejler fra Storbritannien i september eller oktober hvert år, og vender tilbage til næste maj eller juni. Skibene bliver repareret og midlertidigt sat i tørdok under den antarktiske vinter, men anvendes også andre steder i denne periode. James Clark Ross bruges ofte til videnskabelige undersøgelser på vegne af andre organisationer i Arktis, mens Ernerst Shackleton bruges til kommercielt opmålingsarbejde under charterkontrakt.
Disse to civile BAS skibe bliver støttet af Den Britiske Flådes ispatruljeskib, som opererer i samme farvande. Indtil 2008 var det HMS Endurance, en Klasse 1A1 isbryder. Endurance havde to Lynxhelikoptere som lod BAS personale rejse til fjerne lokationer hvor BAS luftfartøj ellers ikke kunne nå. Uheldigvis blev Endurance så seriøst ødelagt på grund af en katastrofal oversvømmelse, og et nyt skib blev kun skaffet i 2011. Dette skib, HMS Protector, var først udsendt til Antarktis i november 2011.
I april 2014 godkendte den britiske regering anskaffelsen af et nyt stort antarktisk forskningsskib, nemlig RSS Sir David Attenborough, til en pris af £200 millioner. Skibet forventes at komme i brug i løbet af 2019.

### Luftfartøj
BAS styrer fem luftfartøj til brug under sine forskningsprogrammer i Antarktis. Luftfartøjerne bygges alle af de Havilland Canada, og samtlige ejes fire Twin Otters og en Dash 7. Flyene holdes i stand af Rocky Mountain Aircraft i Springbank, Alberta, Canada. Under den antarktiske sommer stationeres flyene ved Rotherabasen, som har en 900-meter-lang gruslandingsbane. Under den antarktiske vinter kan flyene ikke bruges på grund af vejrforholdene, og flyene vender tilbage til Canada.
Den større Dash 7 flyver jævnligt mellem Port Stanley Lufthav på Falklandsøerne (eller Punta Arenas i Chile) og Rothera. Den flyver også til og fra islandingsbanen ved Sky Blu-basen. De mindre Twin Otters er udstyrede med ski til landing på sne og is i fjerne områder, og flyver ud fra alle baserne ved Rothera, Fossil Bluff, Halley og Sky Blu.

## Opdagelser
I januar 2008 rapporterede en gruppe BAS forskere, under ledelsen af Hugh Corr og David Vaughan, at en vulkan gik i udbrud under den antarktiske isflage for 2.200 år siden. Opdagelsen var udarbejdet på baggrund af luftmålinger med radarbilleder. Udbruddet er den største inde for de sidste 10.000 år, og efterlod vulkansk aske på isoverfladen under Hudsonbjergene, tæt på Pine Island-gletsjeren, hvor forskerne så opdagede det. BAS var også ansvarlig for opdagelsen af hullet i ozonlaget over Antarktis i 1985. Tre BAS-videnskabsfolk gjorde opdagelsen, nemlig Joe Farman, Brian Gardiner og Jonathan Shanklin. Deres arbejde var konfirmeret af satellitdata, og bragte bekymring verden over.

## Samling af polarbilleder
BAS har en online samling af polarbilleder som inkluderer billeder af videnskabelig forskning ved polerne, logistiske arbejde, landskabet og dyreliv. Samlingen drives af den britiske fotograf og kameraman Pete Bucktrout, som har besøgt kontinentet elleve gange igennem hans 24 års arbejde for BAS. Hans medier har været udstillet i aviser og på fjernsyn verden rundt.